# Amauris hecatoides
Amauris hecatoides är en fjärilsart som beskrevs av Aurivillius 1901. Amauris hecatoides ingår i släktet Amauris och familjen praktfjärilar. Inga underarter finns listade i Catalogue of Life.